# Lhota pod Kosířem
Lhota pod Kosířem – wieś, część gminy Drahanovice, położona w kraju ołomunieckim, w powiecie Ołomuniec, w Czechach.